# Nance Coolen
Nancy Anna Francina Coolen, artiestennaam Nance, (Asten, 10 september 1973) is een Nederlands zangeres en televisiepresentatrice.

## Loopbaan
Op vijftienjarige leeftijd werd ze in een discotheek ontdekt door danceproducer Ruud van Rijen. Ze werd zangeres van de dance-act Twenty 4 Seven samen met rapper Captain Hollywood. Deze werd later vervangen door rapper Stay-C. De act scoorde enkele grote hits zoals I can't stand it (met Captain Hollywood) en Slave to the Music (met Stay-C).In 1995 werd ze door Ruud van Rijen uit de band gezet omdat er spanningen ontstonden tussen Nance en Stay-C. Later gaf Ruud van Rijen toe dat hij op dat moment dacht dat een blonde zangeres makkelijker vervangbaar was dan een mannelijke rapper die ook songs meeschreef. Nance ging verder als solo-zangeres ven scoorde enkele hits zoals Big brother is watchting you  en Kiss it.  
Voor TMF maakte ze haar debuut als presentatrice, toen ze enkele malen voor Erik de Zwart inviel bij de Top 40. Later presenteerde ze Liefde Is... voor RTL 5. In 1999 stapte ze over naar de TROS, om daar het spelletjesprogramma Rappatongo te presenteren. Na 200 uitzendingen viel het doek voor dit programma. Nance werd toen de opvolger van François Boulangé bij Lingo, dat ze tot september 2005 presenteerde. Ook presenteerde zij tussen 2000 en 2004 Te land, ter zee en in de lucht, samen met Bert Kuizenga.
In 2005 ging Coolen aan de slag bij SBS6. Hier presenteerde ze onder meer Sterren dansen op het ijs, So You Wannabe A Popstar? en Popstars (alle samen met Gerard Joling), Retourtje Geluk, Stay or Go, Dancing Queen en Domino Day. In 2005 mocht zij tijdens het Eurovisiesongfestival namens Nederland de punten doorgeven. Vanaf februari 2010 presenteerde ze samen met Henkjan Smits het programma Het Mooiste Pand van Nederland. In 2011 kwam Nance terug op SBS6 met een nieuw hondenprogramma Een Huis Vol Honden. In januari 2012 werd bekend dat Nance geen contractverlenging kreeg bij SBS. In 2012 deed ze mee aan Ranking the Stars.
In 2012 maakte Nance Coolen samen met onder meer Fred Butter, Tony Neef, Rik Hoogendoorn en Esther Roord deel uit van de vakjury van de Gouden Pepernoot. Deze stichting reikt prijzen uit aan de beste sinterklaasinitiatieven van Nederland.
In augustus 2014 werd bekend dat Nance aan de slag zou gaan voor RTL 4. Vanaf november was ze te zien als presentatrice van het programma Familie Gezocht. In 2015 en 2016 presenteerde Nance het studioprogramma de Staatsloterij show 'Puur Geluk' bij RTL 4. In de zomer van 2015 was Nance te zien in het dagelijkse programma Wie Doet De Afwas?, dat ze afwisselend met Angela Groothuizen en Froukje de Both presenteerde. Vanaf het najaar van 2015 presenteerde Nance het programma RTL Woonmagazine afwisselend met Nicolette van Dam en in het voorjaar van 2016 ging ze het programma alleen presenteren.
Van juni 2017 tot eind 2018 was Nance, als presentatrice, online te zien bij Telegraaf VNDG (Telegraaf Media Groep).
Sinds 2022 maakt Nance samen met Giel Beelen en Henkjan Smits een wekelijkse podcast voor NPO Radio 2, waarin ze het laatste nieuws uit de muziekindustrie bespreken.

## Televisie
Presentatie
- Nederlandse Top 40 (TMF) (invalpresentatrice)
- Liefde is... (RTL 5) 1993-1996
- Rappatongo (TROS) 1999-2000
- Te land, ter zee en in de lucht (TROS) 2000-2004
- Nationaal Songfestival (TROS) 2004-2005
- Lingo (TROS) 2000-2005
- Domino Day (SBS6) 2005-2009
- Shownieuws (SBS6) 2005-2006
- Sterren Dansen op het IJs (SBS6) 2006-2011
- So You Wanna Be a Popstar (SBS6) 2007
- Retourtje Geluk (SBS6) 2007
- Stay or Go (SBS6) 2007-2008
- Popstars (SBS6) 2008-2011
- Dancing Queen (SBS6) 2008
- Het Mooiste Pand van Nederland (SBS6) 2010
- Huizenjacht (SBS6) 2010-2012
- Een Huis Vol Honden (SBS6) 2011-2012
- Familie Gezocht (RTL 4) 2014
- Staatsloterij: Puur Geluk[6](RTL 4) 2015-2016
- Wie Doet De Afwas (RTL 4) 2015
- RTL Woonmagazine (RTL 4) 2015-2017
- Kanjers Van Kinderen: Hun Strijd Tegen Kanker (RTL 4) 2016
- Privé VNDG (Telegraaf VNDG) 2017-2018
- Call 2 Action (RTL 4) 2019-2020
- De Helden Van Nu (SBS6) 2021-2022
- Vuur (RTL 4) 2022
- Mama's Bedankt (RTL 4) 2023
- Thuis Voor Jou (RTL 4) 2023-

Overig
- Lang leve de tv! (TROS) 2011 (deelneemster)
- Ranking the Stars (BNN) 2012 (deelneemster)
- Your Face Sounds Familiar (RTL 4) 2012 (deelneemster)
- De TV Kantine (RTL 4) 2013 (als Tinkerbell)
- Alles mag op zaterdag (RTL 4) 2016 (kandidaat)
- Het zijn net mensen (RTL 4) 2016 (kandidaat)
- Chef in je oor (AVROTROS) 2016 (kandidaat)
- Wie Maakt Het Verschil? (MAX) 2017 (aflevering 3: ziekte van Crohn)
- The Big Escape (AVROTROS) 2017 (deelneemster)
- Drunk History (Comedy Central) 2019 (verteller 'Bezopen Verhalen')
- De Alleskunner VIPS (SBS6) 2021 (deelneemster)
- Secret Duets (RTL 4) (2021) (secret singer)
- In The Picture (SBS6) (2023) (deelneemster)
- De Grote Muziekquiz (Net5) (2023) (deelneemster)
- Oh, wat een jaar! (RTL 4) (2024) (deelneemster)

## Persoonlijk
Nance kreeg in 2009 een zoon  samen met haar partner Pico, met wie ze in 2018 trouwde. Ze was eerder van 1995 tot 2000 getrouwd met popfotograaf William Rutten.
Nance lijdt aan de ziekte van Crohn, een ontstekingsziekte van het darmkanaal. In 2004 lag ze in het ziekenhuis. Prins Bernhard was een fan van Nance en liet haar destijds een bos bloemen bezorgen.

## Films
Nance speelde zichzelf in Vet Heftig, de Hakkûhbar-film.

## Discografie

### Twenty 4 Seven
| Single met eventuele hitnotering(en) in de Nederlandse Top 40 | Datum van verschijnen | Datum van binnenkomst | Hoogste positie | Aantal weken | Opmerkingen                          |
| ------------------------------------------------------------- | --------------------- | --------------------- | --------------- | ------------ | ------------------------------------ |
| I Can't Stand It                                              | 1990                  | 03-02-1990            | 24              | 5            | met mc Fixx-It                       |
| Are You Dreaming?                                             | 1991                  | 05-01-1991            | 21              | 6            | met Captain Hollywood                |
| It Could Have Been You                                        | 1992                  | -                     | -               | -            | met Stay-C                           |
| Slave to the Music                                            | 1993                  | 31-07-1993            | 5               | 15           | met Stay-C                           |
| Is It Love                                                    | 1993                  | 13-11-1993            | 7               | 13           | met Stay-C                           |
| Take Me Away                                                  | 1994                  | 12-03-1994            | 12              | 9            | met Stay-C                           |
| Leave Them Alone                                              | 1994                  | 02-07-1994            | 13              | 8            | met Stay-C / Dancesmash op Radio 538 |
| Oh Baby                                                       | 1994                  | 12-11-1994            | 20              | 5            | met Stay-C                           |
| Keep On Tryin'                                                | 1995                  | 25-03-1995            | 31              | 4            | met Stay-C                           |

### Solo
| Single met eventuele hitnotering(en) in de Nederlandse Top 40 | Datum van verschijnen | Datum van binnenkomst | Hoogste positie | Aantal weken | Opmerkingen             |
| ------------------------------------------------------------- | --------------------- | --------------------- | --------------- | ------------ | ----------------------- |
| Love Is..                                                     | 1995                  | 12-08-1995            | 13              | 7            |                         |
| Big Brother Is Watching You                                   | 1996                  | 03-08-1996            | 10              | 8            | Dancesmash op Radio 538 |
| Kiss It!                                                      | 1996                  | 30-11-1996            | 36              | 3            |                         |
| He's My Favourite DJ                                          | 1997                  | 18-10-1997            | 36              | 3            |                         |
| Miss You                                                      | 1998                  | -                     | -               | -            |                         |
| De laatste en de eerste                                       | 1999                  | 13-03-1999            | tip             | -            | met Henk Westbroek      |
| If You Wanna Dance                                            | 2003                  | 14-06-2003            | tip             | -            |                         |
| Higher                                                        | 2013                  | -                     | -               | -            | met JockeyBoys          |

## Trivia
- Het programma Doe mee en win! van cabaretier Kees Torn bevat een liedje waarmee hij zijn ongenoegen uit over de blonde presentatrice en haar programma Lingo. In het lied rijmt iedere regel op 'Nance'.
- Nance is de enige artiest die het ooit voor elkaar heeft gekregen om twee video's geweigerd te krijgen door TMF. De video van "He's My Favourite DJ" moest worden aangepast vanwege het vele geweld. "Miss You" werd gekuist vanwege de heftige seksscènes die in de video te zien waren tussen haar en tegenspeler Ferri Somogyi.